# Akkerpiç, Kumlu
Akkerpiç là một xã thuộc huyện Kumlu, tỉnh Hatay, Thổ Nhĩ Kỳ. Dân số thời điểm năm 2011 là 960 người.